# Isosaari (ö i Viitasaari, Vuorijärvi)
Isosaari är en ö i Finland. Den ligger i sjön Vuorijärvi och i kommunen Viitasaari i den ekonomiska regionen  Saarijärvi-Viitasaari och landskapet Mellersta Finland, i den centrala delen av landet, 300 km norr om huvudstaden Helsingfors. Öns area är 1,8 hektar och dess största längd är 220 meter i sydöst-nordvästlig riktning.